# Centroleninae
Centroleninae – podrodzina płazów bezogonowych z rodziny szklenicowatych (Centrolenidae). 

## Zasięg występowania
Podrodzina obejmuje gatunki występujące w tropikalnej Ameryce Środkowej na południe i wschód od Hondurasu, w tropikalnych Andach, Kordylierze Nadbrzeżnej w Wenezueli, na Wyżynie Gujańskiej, Nizinie Amazonki i Mata Atlântica w Brazylii.

## Podział systematyczny
Do podrodziny należą następujące rodzaje:
- Centrolene Jiménez de la Espada, 1872
- Chimerella Guayasamin, Castroviejo-Fisher, Trueb, Ayarzagüena, Rada & Vilà, 2009
- Cochranella Taylor, 1951
- Espadarana Guayasamin, Castroviejo-Fisher, Trueb, Ayarzagüena, Rada & Vilà, 2009
- Nymphargus Cisneros-Heredia & McDiarmid, 2007
- Rulyrana Guayasamin, Castroviejo-Fisher, Trueb, Ayarzagüena, Rada & Vilà, 2009
- Sachatamia Guayasamin, Castroviejo-Fisher, Trueb, Ayarzagüena, Rada & Vilà, 2009
- Teratohyla Taylor, 1951
- Vitreorana Guayasamin, Castroviejo-Fisher, Trueb, Ayarzagüena, Rada & Vilà, 2009

oraz taksony o niepewnej pozycji taksonomicznej (incertae sedis):
- „Centrolene” azulae (Flores & McDiarmid, 1989)
- „Centrolene” medemi (Cochran & Goin, 1970)
- „Centrolene” petrophilum Ruiz-Carranza & Lynch, 1991
- „Centrolene” quindianum Ruiz-Carranza & Lynch, 1995
- „Centrolene” robledoi Ruiz-Carranza & Lynch, 1995
- „Cochranella” duidaeana (Ayarzagüena, 1992)
- „Cochranella” euhystrix (Cadle & McDiarmid, 1990)
- „Cochranella” geijskesi (Goin, 1966)
- „Cochranella” ramirezi Ruiz-Carranza & Lynch, 1991
- „Cochranella” riveroi (Ayarzagüena, 1992)
- „Cochranella” xanthocheridia Ruiz-Carranza & Lynch, 1995